# ABA Liga 2017-18
La ABA Liga 2017-18 fue la decimoséptima edición de la ABA Liga, competición que reúne 12 equipos de Serbia, Croacia, Eslovenia, Montenegro, Bosnia Herzegovina y la República de Macedonia. Es la primera temporada como primer nivel de una competición que desde este año cuenta además con la ABA Liga 2.

## Equipos participantes
Entre paréntesis, la posición que ocuparon en sus respectivas ligas domésticas.
| Temporada regular      | Temporada regular   | Temporada regular | Temporada regular        |
| ---------------------- | ------------------- | ----------------- | ------------------------ |
| Crvena zvezda mts (1º) | Mega Bemax (4º)     | Cedevita (1º)     | Igokea (1º)              |
| FMP (2º)               | Budućnost VOLI (1º) | Cibona (2º)       | Petrol Olimpija (1º)     |
| Partizan NIS (3º)      | Mornar (2º)         | Zadar (6º)        | MZT Skopje Aerodrom (1º) |

## Pabellones y localización
| Equipo              | Ciudad            | Pabellón             | Capacidad |
| ------------------- | ----------------- | -------------------- | --------- |
| Budućnost VOLI      | Podgorica         | Morača Sports Center | 4,300     |
| Cedevita            | Zagreb            | Dom Sportova         | 3,100     |
| Cibona              | Zagreb            | Dražen Petrović      | 5,400     |
| Crvena zvezda mts   | Belgrado          | Aleksandar Nikolić   | 6,500     |
| FMP                 | Belgrado          | Železnik Hall        | 3,000     |
| Igokea              | Aleksandrovac     | Laktaši Sports Hall  | 3,050     |
| Mega Bemax          | Sremska Mitrovica | Sports Hall Pinki    | 2,500     |
| Mornar              | Bar               | Topolica Sport Hall  | 2,625     |
| MZT Skopje Aerodrom | Skopje            | Jane Sandanski       | 7,500     |
| Partizan NIS        | Belgrado          | Aleksandar Nikolić   | 5,878     |
| Petrol Olimpija     | Ljubljana         | Arena Stožice        | 12,480    |
| Zadar               | Zadar             | Krešimir Ćosić       | 7,847     |

## Temporada regular

### Clasificación
| Pos. | Equipo              | PJ | G  | P  | PF   | PC   | DP   | Pts | Clasificación         |
| ---- | ------------------- | -- | -- | -- | ---- | ---- | ---- | --- | --------------------- |
| 1    | Crvena zvezda mts   | 22 | 19 | 3  | 1955 | 1679 | +276 | 41  | Acceden a playoffs    |
| 2    | Budućnost VOLI      | 22 | 17 | 5  | 1863 | 1661 | +202 | 39  | Acceden a playoffs    |
| 3    | Cedevita            | 22 | 17 | 5  | 1798 | 1645 | +153 | 39  | Acceden a playoffs    |
| 4    | Mornar              | 22 | 14 | 8  | 1825 | 1790 | +35  | 36  | Acceden a playoffs    |
| 5    | Partizan NIS        | 22 | 11 | 11 | 1936 | 1893 | +43  | 33  |                       |
| 6    | Zadar               | 22 | 10 | 12 | 1846 | 1885 | −39  | 32  |                       |
| 7    | Petrol Olimpija     | 22 | 10 | 12 | 1738 | 1793 | −55  | 32  |                       |
| 8    | FMP                 | 22 | 9  | 13 | 1756 | 1763 | −7   | 31  |                       |
| 9    | Mega Bemax          | 22 | 8  | 14 | 1849 | 1858 | −9   | 30  |                       |
| 10   | Igokea              | 22 | 7  | 15 | 1782 | 1876 | −94  | 29  |                       |
| 11   | Cibona              | 22 | 7  | 15 | 1754 | 1890 | −136 | 29  |                       |
| 12   | MZT Skopje Aerodrom | 22 | 3  | 19 | 1659 | 2028 | −369 | 25  | Descenso a ABA Liga 2 |

 Fuente: ABA League
Criterios de clasificación: De acuerdo con el reglamento de competición, en caso de empate a puntos entre dos equipos, la clasificación vendrá dada por el resultado de los enfrentamientos entre ambos equipos.
Notas:
1. 1 2  Budućnost VOLI 1–1, 1.01; Cedevita 1–1, 0.99
2. 1 2  Zadar 1–1, 1.09; Petrol Olimpija 1–1, 0.92
3. 1 2  Igokea 1–1, 1.03; Cibona 1–1, 0.97

### Posiciones por jornada
| Team \ Round        | 1                 | 2  | 3  | 4  | 5  | 6  | 7  | 8  | 9  | 10 | 11 | 12 | 13 | 14 | 15 | 16 | 17 | 18 | 19 | 20 | 21 | 22 |   |
| ------------------- | ----------------- | -- | -- | -- | -- | -- | -- | -- | -- | -- | -- | -- | -- | -- | -- | -- | -- | -- | -- | -- | -- | -- | - |
| Team \ Round        | Crvena zvezda mts | 1  | 2  | 1  | 1  | 3  | 2  | 2  | 2  | 2  | 2  | 2  | 1  | 1  | 1  | 3  | 2  | 2  | 1  | 1  | 1  | 1  | 1 |
| Budućnost VOLI      | 6                 | 6  | 5  | 2  | 1  | 1  | 1  | 1  | 1  | 1  | 1  | 2  | 2  | 2  | 1  | 1  | 1  | 2  | 2  | 2  | 2  | 2  |   |
| Cedevita            | 3                 | 1  | 3  | 4  | 5  | 4  | 3  | 3  | 3  | 3  | 3  | 3  | 3  | 3  | 2  | 3  | 3  | 3  | 3  | 3  | 3  | 3  |   |
| Mornar              | 12                | 9  | 12 | 12 | 11 | 8  | 9  | 6  | 8  | 10 | 8  | 10 | 8  | 6  | 4  | 4  | 4  | 4  | 4  | 4  | 4  | 4  |   |
| Partizan NIS        | 9                 | 11 | 7  | 6  | 4  | 3  | 5  | 4  | 5  | 5  | 5  | 4  | 4  | 7  | 6  | 7  | 5  | 6  | 5  | 5  | 5  | 5  |   |
| Zadar               | 8                 | 12 | 9  | 11 | 12 | 12 | 10 | 11 | 11 | 9  | 6  | 5  | 6  | 5  | 7  | 5  | 7  | 7  | 7  | 7  | 6  | 6  |   |
| Petrol Olimpija     | 5                 | 8  | 10 | 9  | 8  | 10 | 11 | 10 | 7  | 6  | 7  | 9  | 10 | 10 | 11 | 11 | 11 | 11 | 8  | 8  | 8  | 7  |   |
| FMP                 | 11                | 3  | 6  | 3  | 2  | 5  | 4  | 5  | 4  | 4  | 4  | 6  | 5  | 4  | 5  | 6  | 6  | 5  | 6  | 6  | 7  | 8  |   |
| Mega Bemax          | 2                 | 7  | 2  | 5  | 7  | 9  | 6  | 7  | 9  | 11 | 9  | 11 | 11 | 11 | 10 | 10 | 10 | 9  | 10 | 9  | 9  | 9  |   |
| Igokea              | 7                 | 5  | 4  | 8  | 9  | 6  | 7  | 8  | 6  | 7  | 10 | 7  | 9  | 9  | 8  | 8  | 8  | 8  | 9  | 10 | 10 | 10 |   |
| Cibona              | 10                | 4  | 8  | 7  | 6  | 7  | 8  | 9  | 10 | 8  | 11 | 8  | 7  | 8  | 9  | 9  | 9  | 10 | 11 | 11 | 11 | 11 |   |
| MZT Skopje Aerodrom | 4                 | 10 | 11 | 10 | 10 | 11 | 12 | 12 | 12 | 12 | 12 | 12 | 12 | 12 | 12 | 12 | 12 | 12 | 12 | 12 | 12 | 12 |   |

### Resultados
| Local \ Visitante   | BUD   | CED    | CIB    | CZV    | FMP   | IGO     | MEG   | MOR   | MZT    | PAR    | OLI    | ZAD     |
| ------------------- | ----- | ------ | ------ | ------ | ----- | ------- | ----- | ----- | ------ | ------ | ------ | ------- |
| Budućnost VOLI      | —     | 66–60  | 71–62  | 92–86  | 87–64 | 81–59   | 84–64 | 79–70 | 104–62 | 86–79  | 88–66  | 87–85   |
| Cedevita            | 76–71 | —      | 91–68  | 79–74  | 74–67 | 79–84   | 75–73 | 99–74 | 77–65  | 85–75  | 84–60  | 102–101 |
| Cibona              | 87–93 | 100–94 | —      | 87–93  | 84–85 | 87–86   | 95–93 | 79–82 | 77–92  | 74–90  | 96–85  | 78–80   |
| Crvena zvezda mts   | 75–79 | 82–66  | 107–69 | —      | 84–77 | 85–80   | 90–80 | 88–77 | 112–73 | 86–74  | 80–76  | 97–67   |
| FMP                 | 76–93 | 71–80  | 99–79  | 77–100 | —     | 95–73   | 96–88 | 79–84 | 100–72 | 83–71  | 81–86  | 91–76   |
| Igokea              | 98–94 | 61–69  | 63–57  | 76–82  | 75–65 | —       | 82–89 | 79–93 | 99–108 | 67–74  | 86–78  | 94–92   |
| Mega Bemax          | 83–94 | 77–81  | 95–88  | 85–90  | 74–72 | 99–87   | —     | 91–70 | 106–77 | 89–102 | 77–86  | 71–73   |
| Mornar              | 87–81 | 89–94  | 78–82  | 74–82  | 73–81 | 87–83   | 87–83 | —     | 106–75 | 83–81  | 101–81 | 80–70   |
| MZT Skopje Aerodrom | 71–93 | 64–85  | 76–83  | 58–92  | 67–72 | 68–77   | 76–92 | 69–72 | —      | 92–89  | 55–96  | 80–85   |
| Partizan NIS        | 94–83 | 82–92  | 80–69  | 84–100 | 87–84 | 117–104 | 89–73 | 93–98 | 112–94 | —      | 77–78  | 95–87   |
| Petrol Olimpija     | 79–88 | 65–64  | 78–80  | 73–82  | 73–64 | 95–93   | 69–76 | 64–67 | 94–85  | 89–87  | —      | 90–85   |
| Zadar               | 78–69 | 76–92  | 79–73  | 76–88  | 83–77 | 82–76   | 95–91 | 77–93 | 105–80 | 97–104 | 97–77  | —       |

## Playoffs
|  | Semifinales 18-31 de marzo | Semifinales 18-31 de marzo |                   |   | Final 9-15 de abril | Final 9-15 de abril |
|  |                            |                            |                   |   |                     |                     |
|  |                            |                            |                   |   |                     |                     |
|  |                            |                            |                   |   |                     |                     |
|  | Crvena zvezda mts          | 2                          |                   |   |                     |                     |
|  | Crvena zvezda mts          | 2                          |                   |   |                     |                     |
|  | Mornar                     | 1                          |                   |   |                     |                     |
|  | Mornar                     | 1                          | Crvena zvezda mts | 1 |                     |                     |
|  |                            |                            | Crvena zvezda mts | 1 |                     |                     |
|  |                            | Budućnost VOLI             | 3                 |   |                     |                     |
|  | Budućnost VOLI             | Budućnost VOLI             | 3                 | 2 |                     |                     |
|  | Budućnost VOLI             |                            |                   | 2 |                     |                     |
|  | Cedevita                   | 1                          |                   |   |                     |                     |
|  | Cedevita                   | 1                          |                   |   |                     |                     |

## Semifinales

### Partido 1
| 18 de marzo de 2018 | Crvena zvezda mts                       | 91–63                                | Mornar                                                    | |  |  |
| 19:00               | Parciales: 22–14, 19–8, 23–27, 27–14    | Parciales: 22–14, 19–8, 23–27, 27–14 | Parciales: 22–14, 19–8, 23–27, 27–14                      | |  |  |
|                     | Estadísticas Feldeine 23 Omić 8 Ennis 6 | Reporte Pts Reb Asts                 | Estadísticas Needham 16 Vujošević 7 Needham, Raley-Ross 4 | Pabellón: Aleksandar Nikolić Hall, Belgrado Asistencia: 7,237 espectadores Árbitros: Saša Pukl Tomislav Hordov Milan Nedović |  |  |
| 1–0                 |                                         |                                      |                                                           | |  |  |
|                     |                                         |                                      |                                                           | |  |  |

| 18 de marzo de 2018 | Budućnost VOLI                               | 84–83                                 | Cedevita                                | |  |  |
| 21:00               | Parciales: 24–23, 15–11, 22–30, 23–19        | Parciales: 24–23, 15–11, 22–30, 23–19 | Parciales: 24–23, 15–11, 22–30, 23–19   | |  |  |
|                     | Estadísticas Gordić 23 Z. Nikolić 6 Gordić 5 | Boxscore Pts Reb Asts                 | Estadísticas Cherry 24 Musa 6 Nichols 4 | Pabellón: Morača Sports Center, Podgorica Asistencia: 4,600 espectadores Árbitros: Ilija Belošević Milivoje Jovčić Uroš Obrknežević |  |  |
| 1–0                 |                                              |                                       |                                         | |  |  |
|                     |                                              |                                       |                                         | |  |  |

### Partido 2
| 25 de marzo de 2018 | Cedevita                                                   | 82–75                                 | Budućnost VOLI                                       | |  |  |
| 18:00               | Parciales: 23–17, 21–16, 17–19, 21–23                      | Parciales: 23–17, 21–16, 17–19, 21–23 | Parciales: 23–17, 21–16, 17–19, 21–23                | |  |  |
|                     | Estadísticas Nichols 25 Johnson, Nichols 7 three players 4 | Boxscore Pts Reb Asts                 | Estadísticas Gibson 20 Doellman 8 Ivanović, Gibson 4 | Pabellón: Dom Sportova,Zagreb Asistencia: 2,200 espectadores Árbitros: Damir Javor Mario Majkić Sašo Petek |  |  |
| 1–1                 |                                                            |                                       |                                                      | |  |  |
|                     |                                                            |                                       |                                                      | |  |  |

| 25 de marzo de 2018 | Mornar                                      | 88–84                                 | Crvena zvezda mts                                                   | |  |  |
| 20:00               | Parciales: 30–21, 18–24, 21–19, 19–20       | Parciales: 30–21, 18–24, 21–19, 19–20 | Parciales: 30–21, 18–24, 21–19, 19–20                               | |  |  |
|                     | Estadísticas Vranješ 29 Mićović 7 Needham 5 | Reporte Pts Reb Asts                  | Estadísticas Rochestie 16 Davidovac, Dobrić 6 Feldeine, Rochestie 4 | Pabellón: Topolica Sport Hall, Bar Asistencia: 3,000 espectadores Árbitros: Sreten Radović Matej Boltauzer Marko Juras |  |  |
| 1–1                 |                                             |                                       |                                                                     | |  |  |
|                     |                                             |                                       |                                                                     | |  |  |

### Partido 3
| 1 de abril de 2018 | Budućnost VOLI                                      | 72–57                                 | Cedevita                                    | |  |  |
| 19:00              | Parciales: 11–17, 17–15, 17–14, 27–11               | Parciales: 11–17, 17–15, 17–14, 27–11 | Parciales: 11–17, 17–15, 17–14, 27–11       | |  |  |
|                    | Estadísticas Popović 14 Doellman, Landry 6 Gibson 5 | Reporte Pts Reb Asts                  | Estadísticas Ukić 12 Stipanović 7 Krušlin 4 | Pabellón: Morača Sports Center, Podgorica Asistencia: 4,600 espectadores Árbitros: Ilija Belošević Matej Boltauzer Saša Pukl |  |  |
| 2–1                |                                                     |                                       |                                             | |  |  |
|                    |                                                     |                                       |                                             | |  |  |

| 2 de abril de 2018 | Crvena zvezda mts                            | 88–69                                 | Mornar                                      | |  |  |
| 21:00              | Parciales: 26–19, 26–18, 16–19, 20–13        | Parciales: 26–19, 26–18, 16–19, 20–13 | Parciales: 26–19, 26–18, 16–19, 20–13       | |  |  |
|                    | Estadísticas Dobrić 19 Bjelica 7 Rochestie 6 | Reporte Pts Reb Asts                  | Estadísticas Vranješ 21 Mićović 7 Needham 4 | Pabellón: Aleksandar Nikolić Hall, Belgrado Asistencia: 7,036 espectadores Árbitros: Mario Majkić Sašo Petek Igor Dragojević |  |  |
| 2–1                |                                              |                                       |                                             | |  |  |
|                    |                                              |                                       |                                             | |  |  |

## Finales
| 9 de abril de 2018, 19:00 Partido 1 | Crvena zvezda mts                           | 76–80 (Series: 0–1)  | Budućnost VOLI                                         | |  |
|                                     | Parciales: 22–25, 16–12, 19–26, 19–17       |                      |                                                        | |  |
|                                     | Estadísticas Omić 14 Lessort 5 Rochestie 10 | Reporte Pts Reb Asts | Estadísticas Ivanović 20 Doellman 8 Doellman, Gordić 4 | Pabellón: Aleksandar Nikolić Hall, Belgrado Asistencia: 7,001 espectadores Árbitros: Matej Boltauzer Sreten Radović Tomislav Hordov |  |

| 10 de abril de 2018, 18:30 Partido 2 | Crvena zvezda mts                                  | 69–59 (Series: 1–1)  | Budućnost VOLI                                    | |  |
|                                      | Parciales: 17–13, 14–18, 16–17, 22–11              |                      |                                                   | |  |
|                                      | Estadísticas Omić 15 Omić 10 Feldeine, Rochestie 5 | Reporte Pts Reb Asts | Estadísticas Gordić 22 Doellman 6 three players 2 | Pabellón: Aleksandar Nikolić Hall, Belgrado Asistencia: 6,398 espectadores Árbitros: Ilija Belošević Saša Pukl Miloš Koljenšić |  |

| 13 de abril de 2018, 20:00 Partido 3 | Budućnost VOLI                                  | 78–77 (Series: 2–1)   | Crvena zvezda mts                                                 | |  |
|                                      | Parciales: 24–23, 18–24, 26–17, 10–13           |                       |                                                                   | |  |
|                                      | Estadísticas Gordić 17 three players 4 Gordić 5 | Boxscore Pts Reb Asts | Estadísticas Feldeine 19 Lessort, Bjelica 6 Feldeine, Rochestie 5 | Pabellón: Morača Sports Center, Podgorica Asistencia: 6,000 espectadores Árbitros: Damir Javor Tomislav Hordov Mario Majkić |  |

| 14 de abril de 2018, 21:00 Partido 4 | Budućnost VOLI                                | 77–73 (Series: 3–1)  | Crvena zvezda mts                             | |  |
|                                      | Parciales: 22–15, 14–23, 24–19, 17–16         |                      |                                               | |  |
|                                      | Estadísticas Gordić 18 Su. Šehović 6 Gordić 5 | Reporte Pts Reb Asts | Estadísticas Rochestie 14 Omić 10 Rochestie 6 | Pabellón: Morača Sports Center, Podgorica Asistencia: 6,000 espectadores Árbitros: Sreten Radović Saša Pukl Sašo Petek |  |

| Campeón de la ABA Liga 2017–18 |
| ------------------------------ |
| Budućnost VOLI 1.er título     |

## Galardones individuales

### MVP de la jornada
| Jornada | Jugador               | Equipo              | Val. | Ref.   |
| ------- | --------------------- | ------------------- | ---- | ------ |
| 1       | Mathias Lessort       | Crvena zvezda mts   | 30   | [ 2 ]  |
| 2       | Will Cherry           | Cedevita            | 27   | [ 3 ]  |
| 3       | Luka Božić            | Zadar               | 32   | [ 4 ]  |
| 4       | Luka Žorić            | Cibona              | 41   | [ 5 ]  |
| 5       | Patrick Miller        | Partizan NIS        | 40   | [ 6 ]  |
| 6       | Uroš Luković          | Mornar              | 31   | [ 7 ]  |
| 7       | Milko Bjelica         | Crvena zvezda mts   | 35   | [ 8 ]  |
| 8       | Derek Needham         | Mornar              | 30   | [ 9 ]  |
| 9       | Džanan Musa           | Cedevita            | 46   | [ 10 ] |
| 10      | Josh Bostic           | Zadar               | 29   | [ 11 ] |
| 11      | Roko Ukić             | Cedevita            | 28   | [ 12 ] |
| 12      | Nikola Jevtović       | Igokea              | 29   | [ 13 ] |
| 13      | Uroš Luković (2)      | Mornar              | 40   | [ 14 ] |
| 14      | Josh Bostic (2)       | Zadar               | 40   | [ 15 ] |
| 15      | Novica Veličković     | Partizan NIS        | 31   | [ 16 ] |
| 16      | Dominik Mavra         | MZT Skopje Aerodrom | 34   | [ 17 ] |
| 17      | Novica Veličković (2) | Partizan NIS        | 36   | [ 18 ] |
| 18      | Vlatko Čančar         | Mega Bemax          | 29   | [ 19 ] |
| 19      | Derek Needham (2)     | Mornar              | 29   | [ 20 ] |
| 20      | Danilo Nikolić        | Budućnost VOLI      | 33   | [ 21 ] |
| 21      | Novica Veličković (3) | Partizan NIS        | 36   | [ 22 ] |
| 22      | Jordan Morgan         | Petrol Olimpija     | 32   | [ 23 ] |

### MVP del mes
| Mes       | Jugador           | Equipo            | Ref.   |
| 2017      | 2017              | 2017              | 2017   |
| --------- | ----------------- | ----------------- | ------ |
| Octubre   | Patrick Miller    | Partizan NIS      | [ 24 ] |
| Noviembre | Milko Bjelica     | Crvena zvezda mts | [ 25 ] |
| Diciembre | Josh Bostic       | Zadar             | [ 26 ] |
| 2018      |                   |                   |        |
| Enero     | Novica Veličković | Partizan NIS      | [ 27 ] |
| Febrero   | Uroš Luković      | Mornar            | [ 28 ] |